# ذخیره‌گاه زیست‌کره باگدا
ذخیره‌گاه زیست‌کره باگدا (به لاتین: Bogeda Biosphere Reserve) یک منطقه حفاظت‌شده در چین است که در Xinjiang Province واقع شده‌است.